# テプリツェ・トロリーバス
テプリツェ・トロリーバス（チェコ語: Trolejbusová doprava v Teplicích）は、チェコの都市・テプリツェ市内に路線網を有するトロリーバス。2024年現在は路線バスと共にテプリツェ市が所有するテプリツェ市営交通会社（Městská doprava Teplice）によって運営されている。

## 歴史
テプリツェ市内にトロリーバスを建設する計画は第二次世界大戦中には既に立ち上がっていたが、本格的に検討されるようになったのは戦後となった。1948年に提案された最初の案は実現しなかったものの、続く1950年に提案された路線網の建設が決定された事で工事が実施され、1952年5月1日以降順次路線網の開設が行われた。
その後、1955年に当時テプリツェ市内に存在した路面電車（テプリツェ市電）をトロリーバスで置き換えることが決定し、以降1959年まで路面電車に代わる路線網の拡張が実施された。1960年代後半以降はモータリーゼーションの影響で近代化や延伸の動きは停滞し、1978年には一部区間の廃止が行われたが、1980年代以降は再度延伸や路線網の近代化が進められた。また、同時期にはテプリツェ北部に新たな炭鉱を整備する計画が浮上し、それに伴う大規模な住宅地の建設や住民の移転に合わせた新規路線の計画も立てられたが、こちらは炭鉱と共に実現することはなかった
。
民主化以降も新規路線の導入が実施されており、最新の路線は1997年に開通したソチョロヴァ通り（Sochorovy ulice）とパノラマ（Panorámu）を結ぶ区間である。一方、車両については1990年代以降更新が途絶えていたが、2006年以降はノンステップバスの導入が行われ、1990年代までに導入された車両の置き換えが実施されている。一方、トロリーバスの運営については2007年以降テプリツェ市が車両や施設を所有し運営は民間事業者が行う形になり、2021年時点では路線バスと共にアリーヴァ・シティ（Arriva City）が実施する体制がとられていたが、2024年1月1日以降は市営企業であるテプリツェ市営交通会社（Městská doprava Teplice）による運営に変更されている。

## 系統

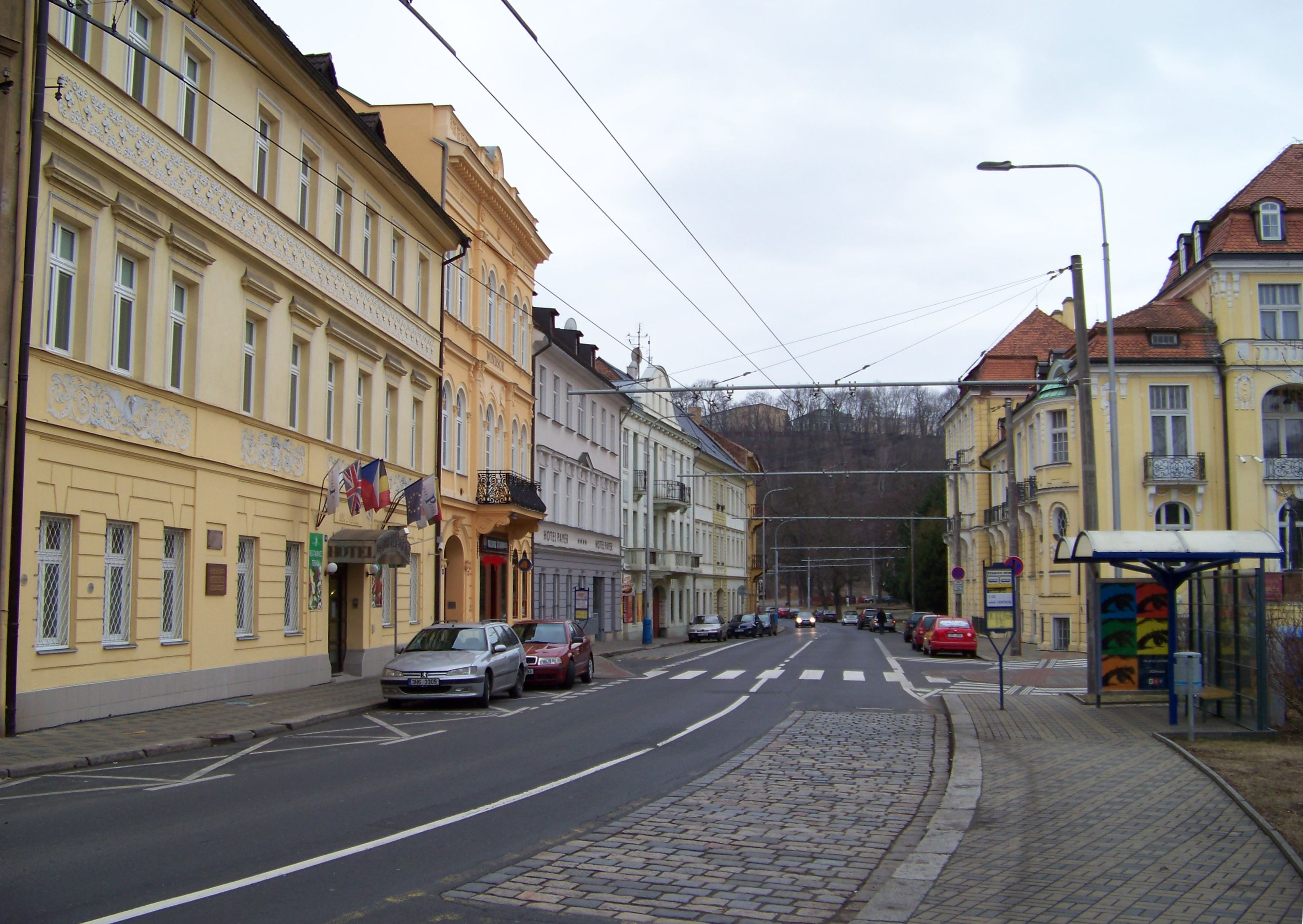
トロリーバスの架線とバス停（2012年撮影）

2024年現在、テプリツェ市内には以下のトロリーバス路線が存在する。一部の系統についてはトロリーバス以外のバス（ディーゼルバス、電気バス）などが使用される場合もある。
| 系統番号 | 起点              | 終点               | 備考                    |
| -------- | ----------------- | ------------------ | ----------------------- |
| 101      | Kladruby          | Anger/Olympia      |                         |
| 102      | Hudcov            | Proboštov, Přítkov |                         |
| 103      | Prosetice         | Panorama           |                         |
| 104      | Řetenice,Tolstého | Panorama           | 105号線とは経路が異なる |
| 105      | Řetenice,Tolstého | Panorama           | 104号線とは経路が異なる |
| 106      | Nová Ves          | Anger              |                         |
| 107      | Řetenice,Tolstého | Prosetice          |                         |
| 108      | Nová Ves          | Anger              |                         |
| 109      | Olympia           | Prosetice          |                         |

## 車両
2025年現在、テプリツェ・トロリーバスで使用されている営業用車両は以下の通り。これらに加え、動態保存車両としてトロリーバス路線で使用されていたシュコダ9Trが1両在籍する。
| 形式                    | 両数 | 備考                                      |
| ----------------------- | ---- | ----------------------------------------- |
| シュコダ24Tr イリスバス | 3両  |                                           |
| シュコダ25Tr イリスバス | 2両  | 連節バス                                  |
| シュコダ26Tr ソラリス   | 6両  |                                           |
| シュコダ28Tr ソラリス   | 6両  |                                           |
| シュコダ30Tr SOR        | 8両  | 5両は充電池を搭載                         |
| シュコダ32Tr SOR        | 7両  | 5両は充電池を搭載 2025年以降8両を増備予定 |
| シュコダ33Tr SOR        | 1両  | 連節バス 2025年以降2両を増備予定          |

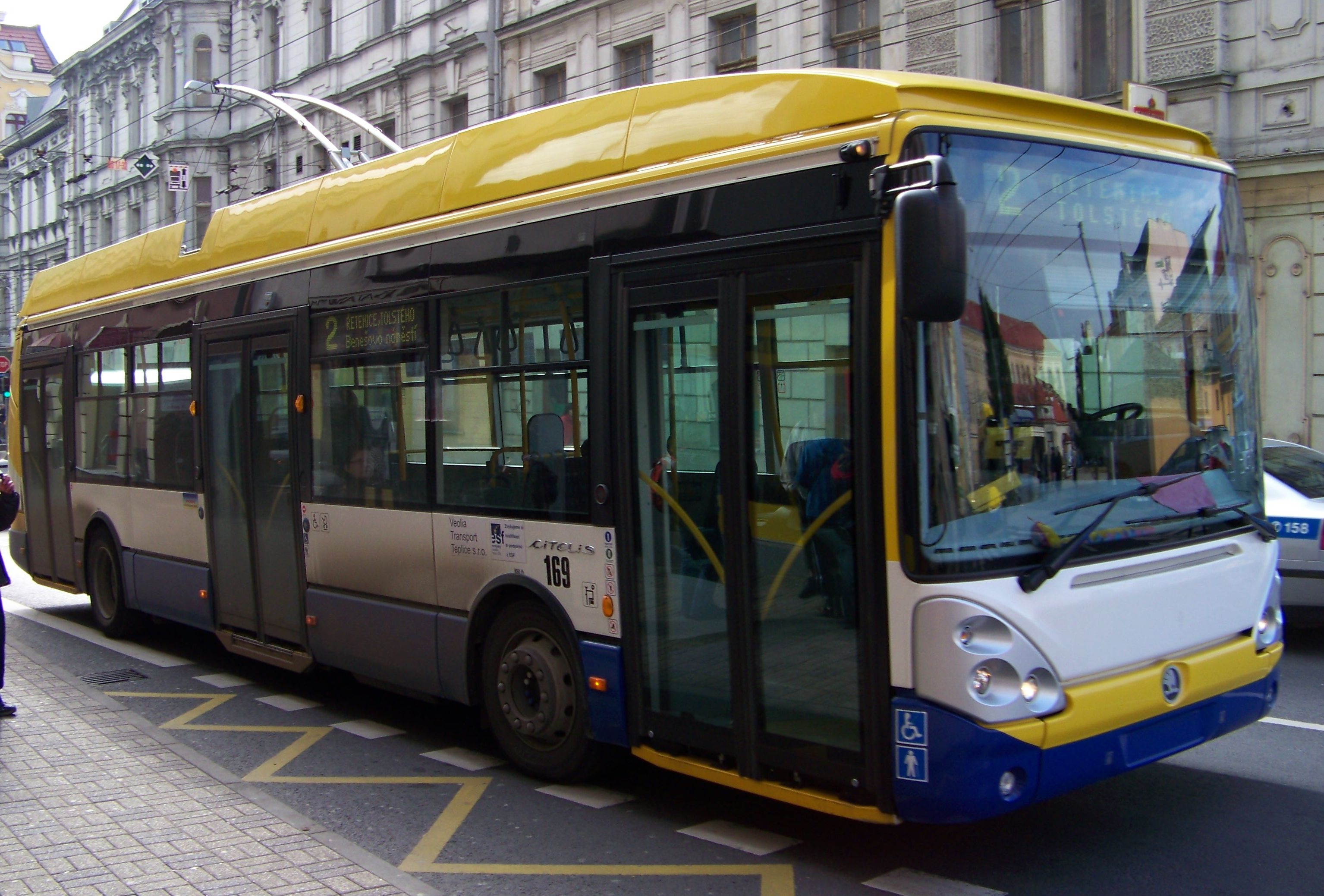
シュコダ24Tr イリスバス（2012年撮影）
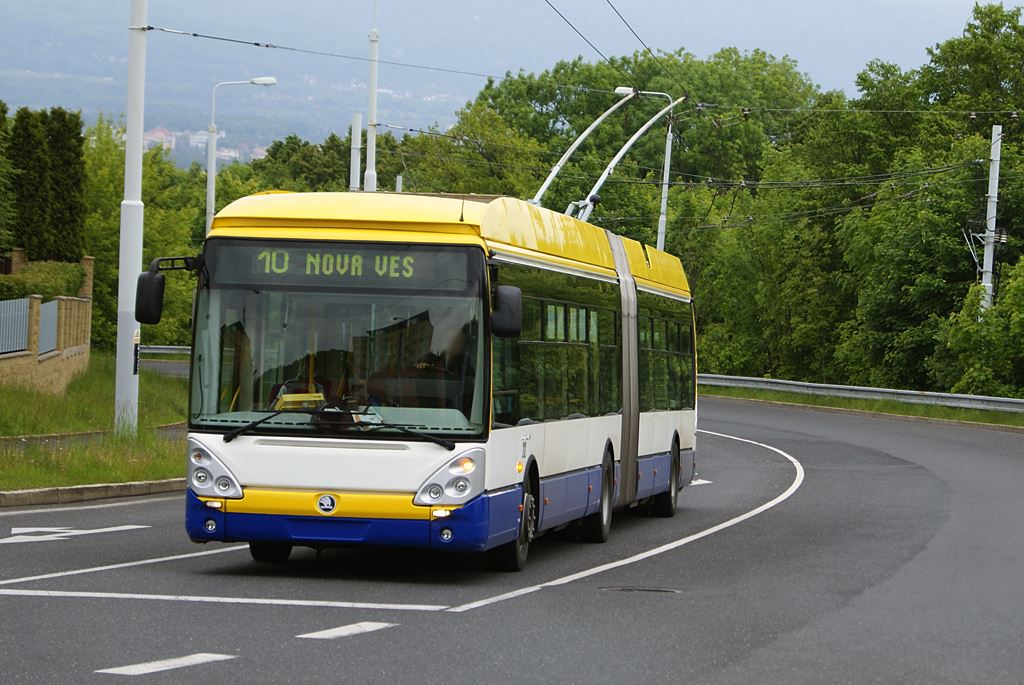
シュコダ25Tr イリスバス（2013年撮影）
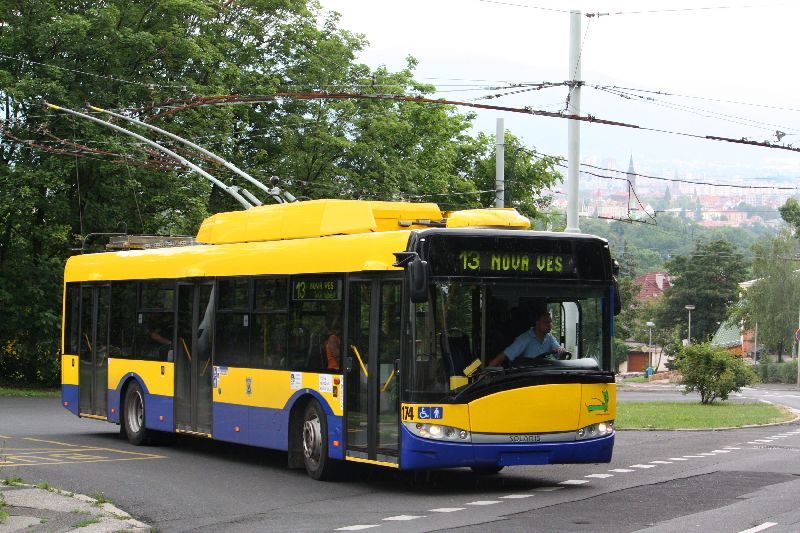
シュコダ26Tr ソラリス（2010年撮影）
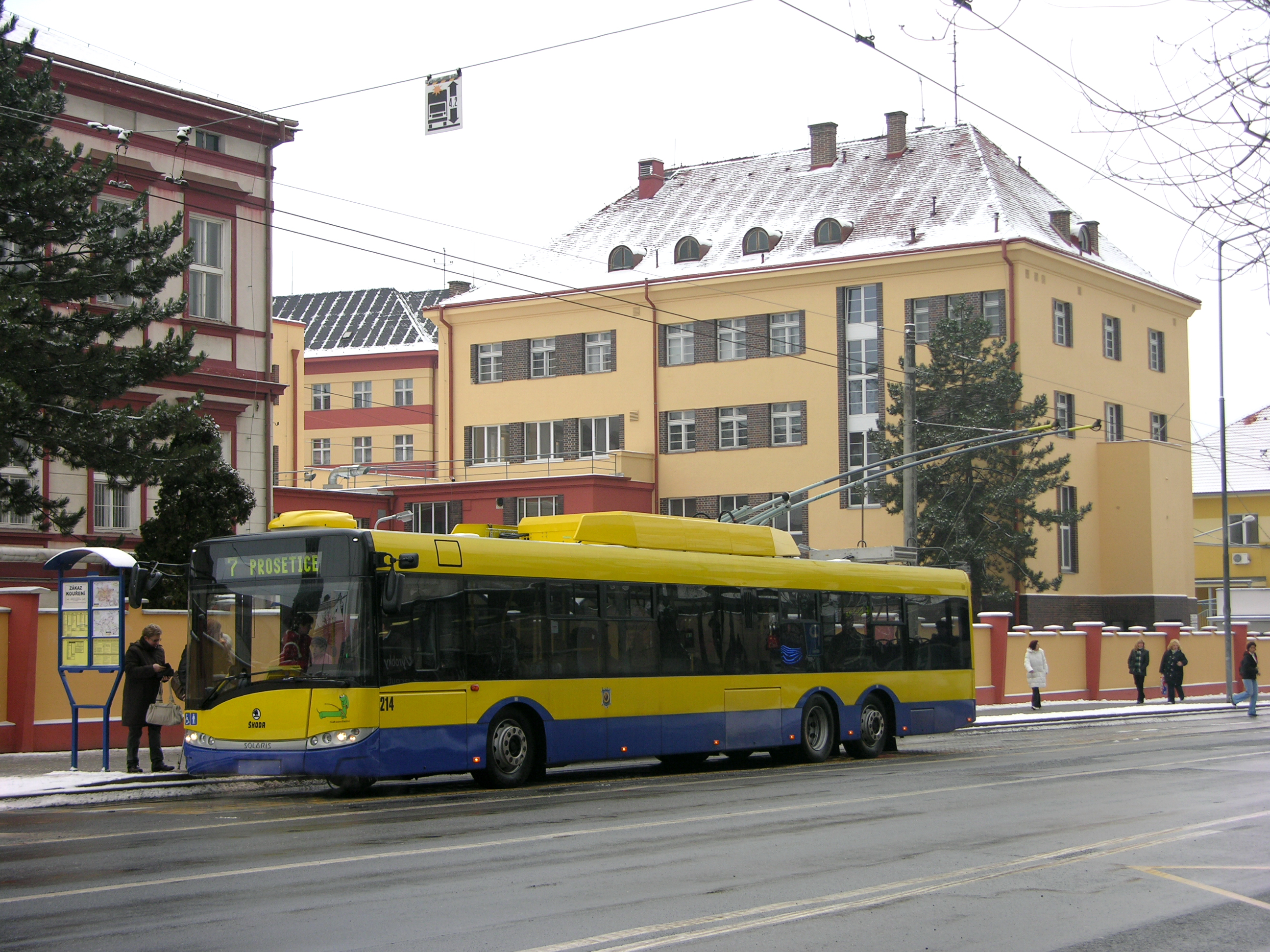
シュコダ28Tr ソラリス（2010年撮影）
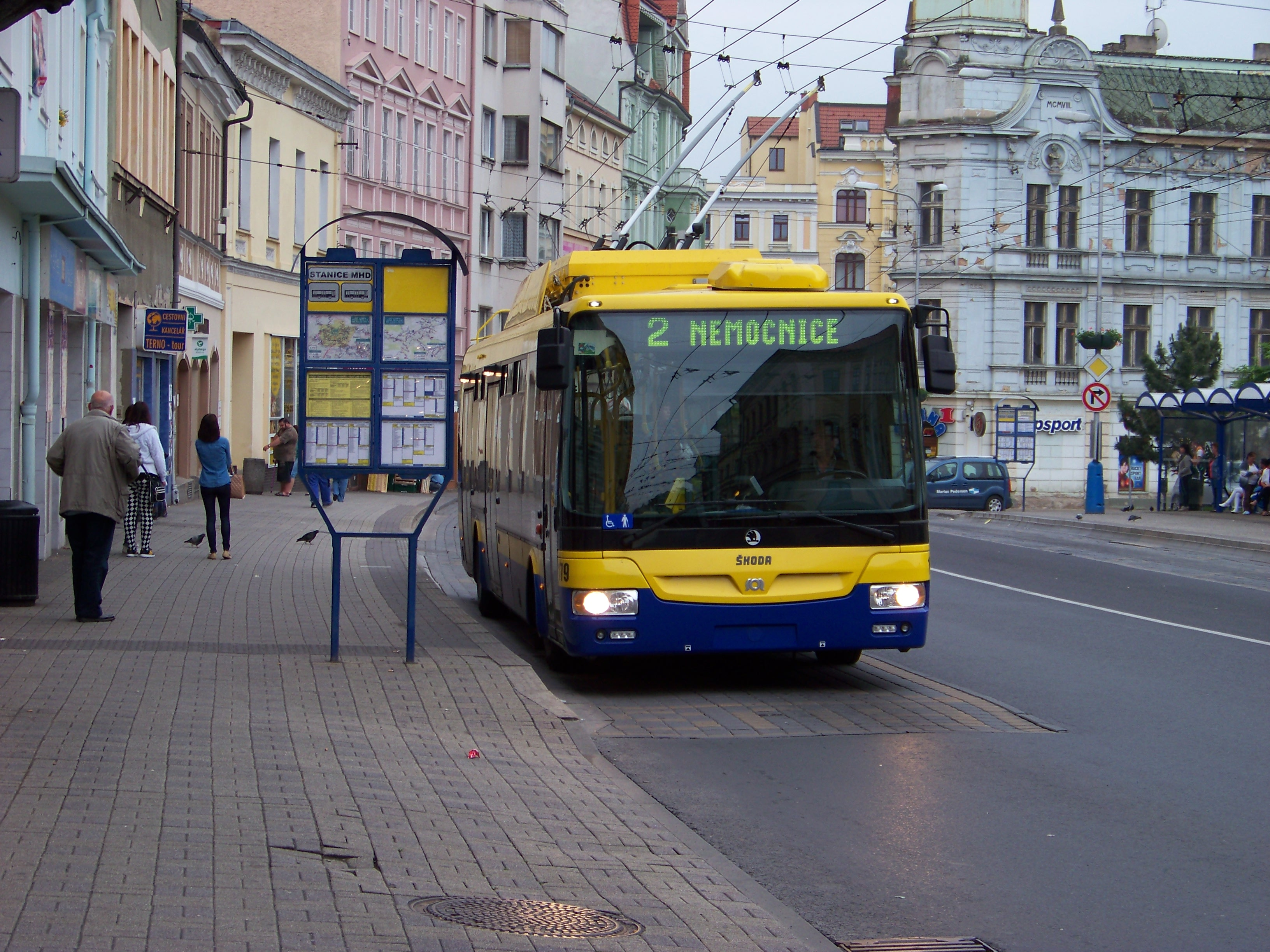
シュコダ30Tr SOR（2014年撮影）
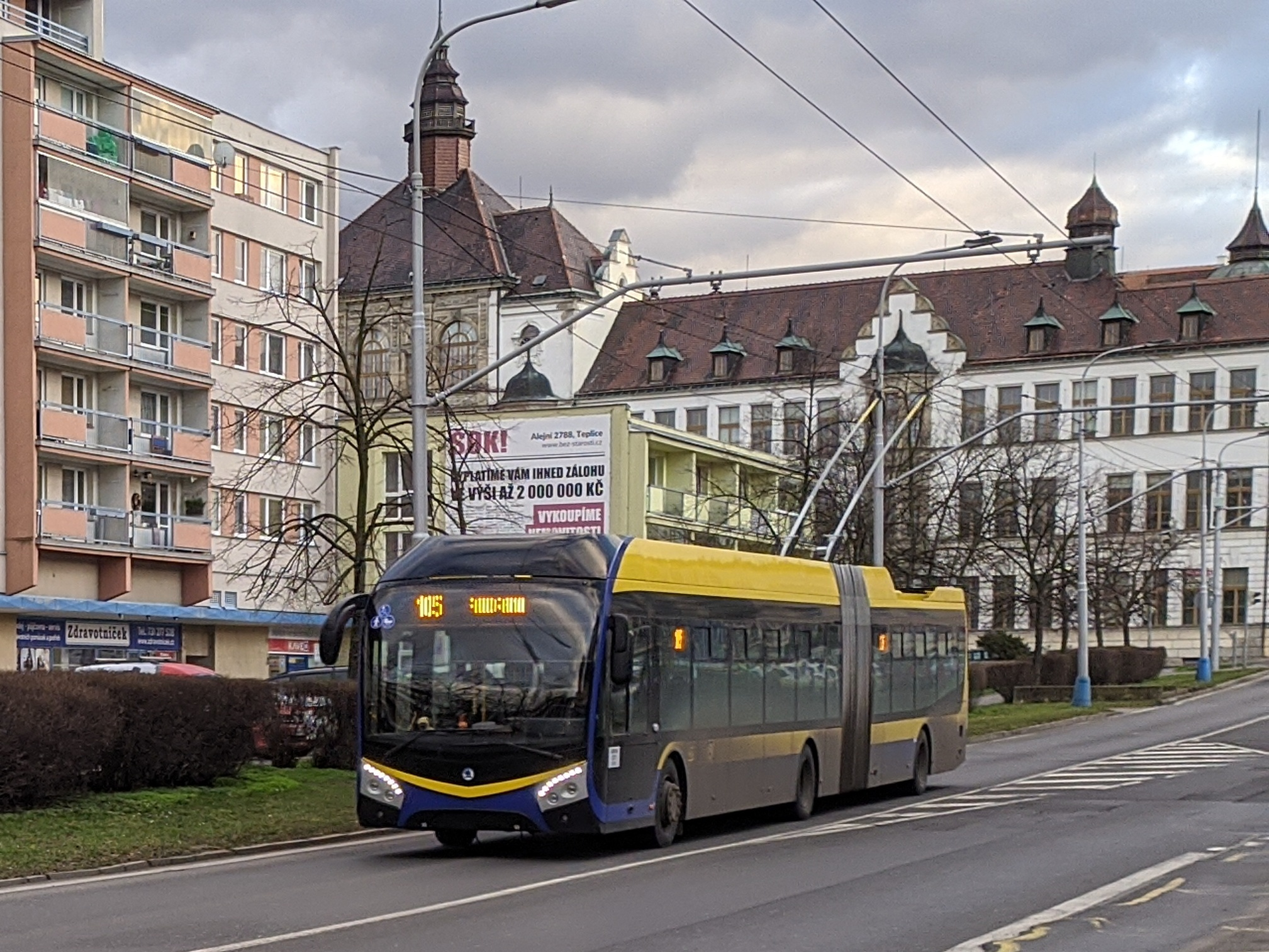
シュコダ33Tr SOR（2020年撮影）
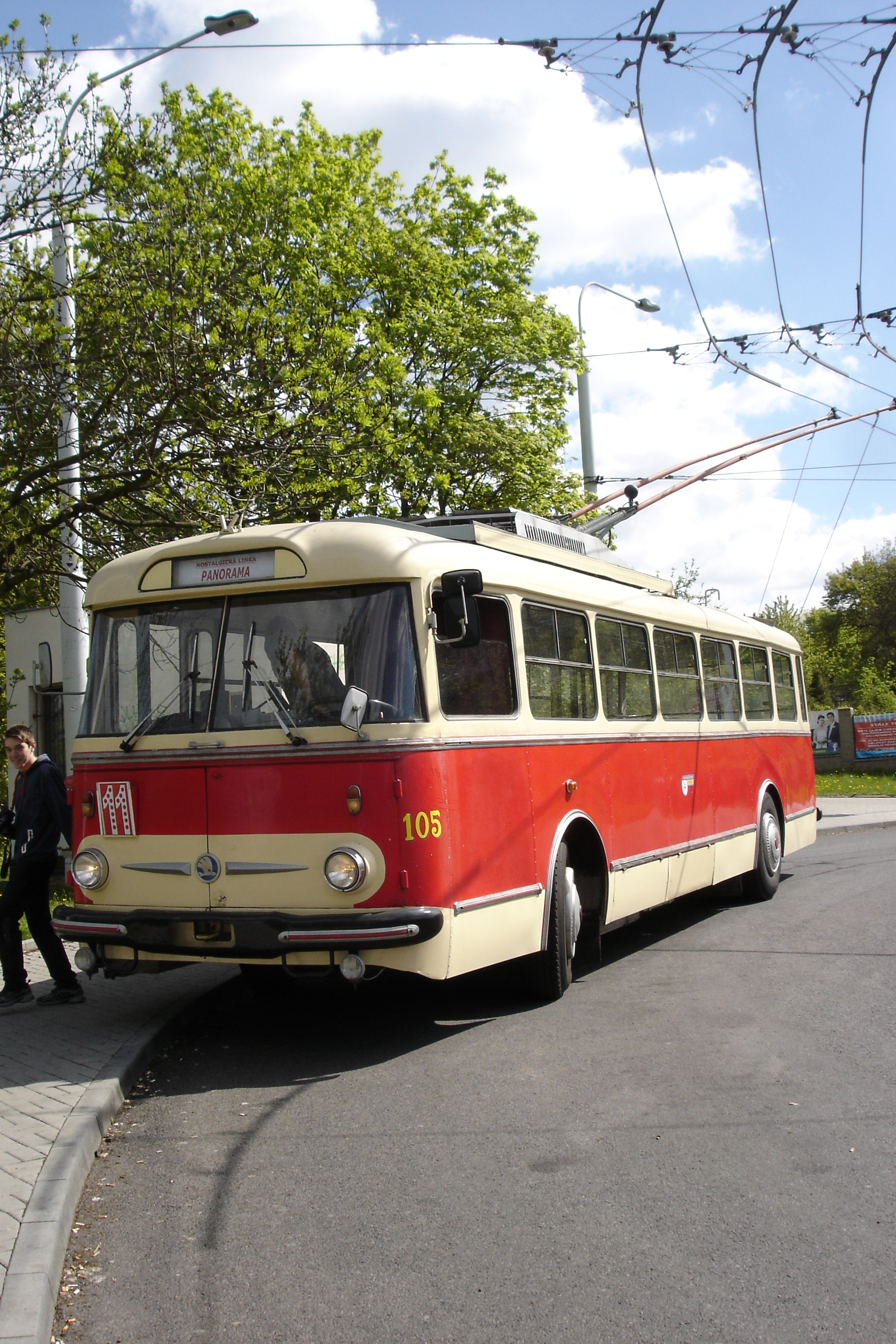
シュコダ9Tr（2015年撮影）